# ハルク船
ハルク船（ハルクせん）とは、中世の船の一種である。技術的にはキャラック船やキャラベル船よりも以前のものに当たる。
ハルク船はヨーロッパの低地の国に特有のもので、比較的マイナーな船舶形式のまま残されたと推測される。この船は主として河川もしくは運河用ボートとして用いられ、限定的な沿岸航行能力を持つ。ハルク船の名称は、ギリシアの単語「holkas」から来たものと推測され、意味は「曳航されるボート」であり、これは河川用の艀としてハルクを使うことと一致している。またハルク船という単語の中世での意味には「刳り抜かれたもの」もしくはハルク船の基本形状からして適切な「殻のようなもの」がある。14世紀中にハルク船は、中世の経済において主要な貨物運輸船であるコグ船のライバルに匹敵できるまでに発達をはじめた。これが、コグ船の欠点が認識されていった結果なのか、それとも北ヨーロッパからオランダの低地の国へ向かう経済地理学上の変動の結果であったのか、見分けるのは容易ではない。
大型化されたハルク船のうちもっとも脆弱な部分は舳先と船尾である。この船には適切な竜骨、またはそれに替わる頑丈な舳先、あるいは船尾材が無く、船のこうした部分は頑丈なエプロンとブレストフック（船首肘板。船首材や、隣接する外板を補強するように張られた水平な肘板）によって補強されなければならなかった。このブレストフックはおそらく舳先と船尾材の犠牲によって増やされたもので、構造的に支持のない状態の船体厚板はこれを挟むことができた。ヨーロッパ北部に存在する他の全てのボート形式のように、初期のハルク船は、船殻の製造に当初「ラップストレーキ」または「クリンカー・ビルディング」と呼ばれる厚板の重ね張り製法が使われ、すぐ後にフレームとして木材の成長した湾曲部が挿入され、補強された。おそらく木工からの建築学的な技術移転の結果としてより良い解釈が行われ、これらの技術を用いた船大工達は、ハルク船のサイズをコグ船に匹敵するか凌駕するほどにまで大型化することができた。